# Valbrenta
Valbrenta (Valbrenta in veneto) è un comune italiano di 4 827 abitanti della provincia di Vicenza in Veneto. Istituito nel 2019, è nato della fusione degli ex comuni di Campolongo sul Brenta, Cismon del Grappa, San Nazario e Valstagna.
È un comune sparso, con sede nella frazione di Carpanè.

## Geografia fisica
Valbrenta comprende la quasi totalità dell'omonima valle, confinando a nord con la Valsugana trentina.
È chiuso ai lati dall'acrocoro dei Sette Comuni a ovest e dal massiccio del Grappa ad est.
L'intera valle nella quale si colloca è attraversata dal corso del fiume Brenta.

## Storia
Il comune di Valbrenta è nato il 30 gennaio 2019, istituito con la Legge n. 3/2019 del Consiglio regionale del Veneto che ha sancito la fusione degli ex comuni di Campolongo sul Brenta, Cismon del Grappa, San Nazario e Valstagna a seguito del referendum consultivo indetto dalla Giunta Regionale sul provvedimento 132/2018 della medesima assemblea legislativa. Il referendum, tenutosi il 16 dicembre 2018 in cinque comuni, ha avuto esito negativo nel solo comune di Solagna, che quindi non ha partecipato alla fusione. Il capoluogo del comune di Valbrenta è stato stabilito dalla Legge regionale in località Carpanè nell'ex comune di San Nazario, fino all'entrata in vigore del nuovo statuto comunale.

### Simboli
Lo stemma e il gonfalone del comune sono stati concessi con decreto del presidente della Repubblica del 19 novembre 2020.
L'inquartato riunisce i simboli dei comuni che hanno formato la nuova entità di Valbrenta: il leone di San Marco di Cismon del Grappa, le montagne e la bandiera di San Nazario, il delfino e il caduceo di Valstagna, la pianta di tabacco di Campolongo sul Brenta.
Il gonfalone è un drappo di bianco, bordato d'azzurro.

## Monumenti e luoghi d'interesse

### Architetture religiose
Nel comune di Valbrenta si trovano otto chiese parrocchiali.
Chiesa del Santo Spirito di Oliero
È uno degli edifici storici più importanti della valle: fu infatti costruita, assieme a un cenobio benedettino, da Ezzelino II da Romano, il quale nel 1221 vi si ritirò. Fu affiliata al monastero di Campese sino alla sua soppressione nel 1783 ed ebbe giurisdizione sulle cappelle di Valstagna e Campolongo.
L'edificio attuale si presenta come una ricostruzione settecentesca, ma persistono ancora parti della fabbrica originale. Conserva una pala d'altare di Francesco Bassano il Vecchio (1523), un tabernacolo a muro trecentesco (se non coevo alla costruzione della chiesa) e un crocifisso ligneo quattrocentesco.
Chiesa della Madonna del Carmine di Campolongo
Fu costruita dalle famiglie del luogo nella prima metà del Seicento e fu dichiarata parrocchiale nel 1664. L'attuale edificio risale alla fine del Settecento, ma fu restaurato dopo i danneggiamenti della grande guerra. Di un certo pregio il copri-fonte battesimale ligneo, intagliato nella seconda metà del Seicento con il Peccato originale e il Battesimo di Gesù. Si citano anche due pale d'altare attribuite a Giulio Carpioni.

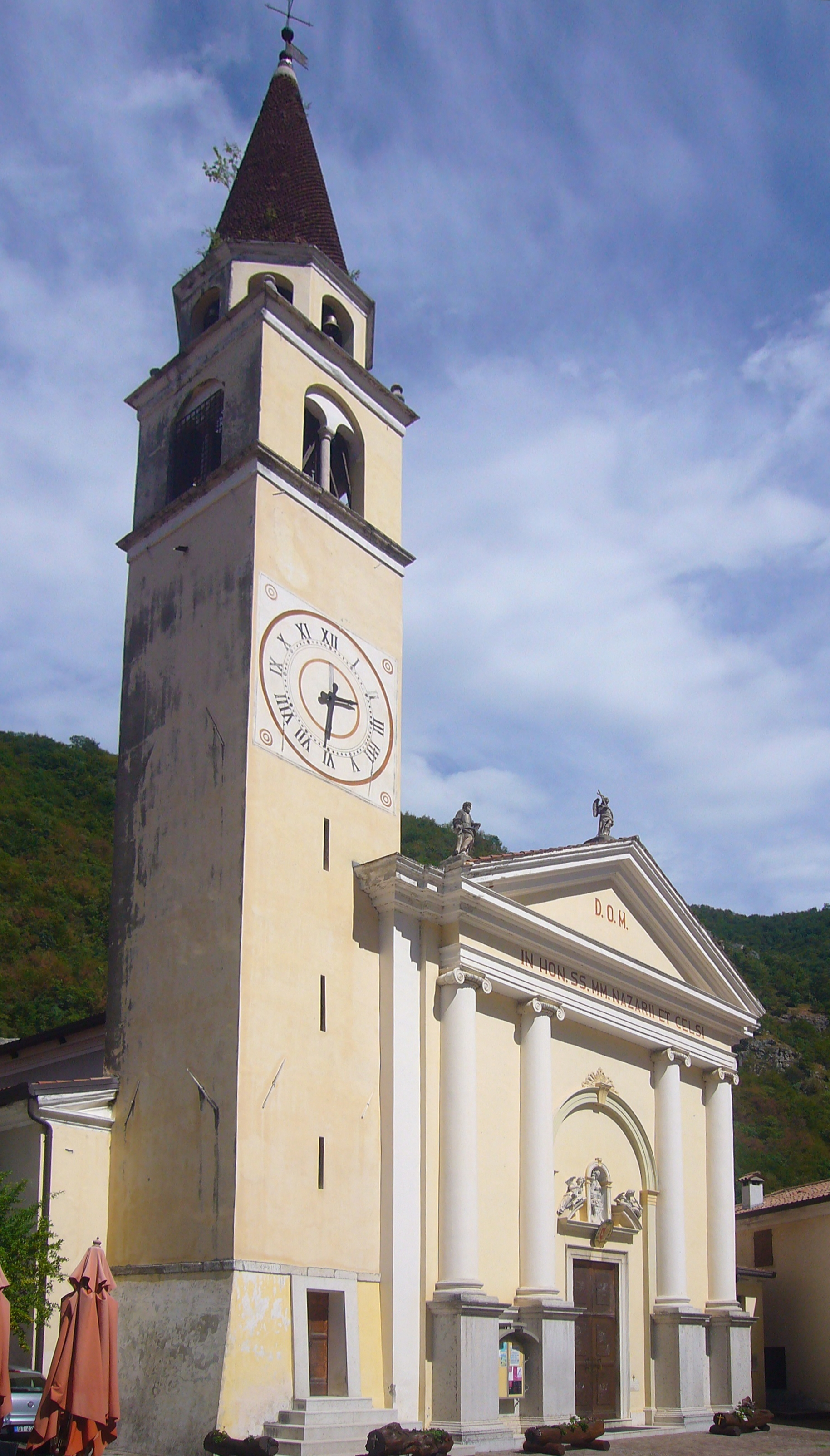
La chiesa dei Santi Nazario e Celso a San Nazario

Chiesa dei Santi Nazario e Celso di San Nazario
Anticamente dipendenza della pieve di Solagna, l'attuale edificio fu ricostruito nella seconda metà del Seicento e ampliato a metà Ottocento. Gli ultimi interventi, tra cui la ricostruzione della facciata, risalgono alla prima metà del XX secolo. L'opera più preziosa degli interni è la pala d'altare raffigurante la Trinità e i santi patroni; attribuita a Jacopo Bassano o a un imitatore di Leandro Bassano, gli studi più recenti la credono opera di Giacomo Apollonio. Di notevole pregio anche l'altare della Madonna in legno dipinto, con l'alzata collocabile nella prima metà del Seicento.
Chiesa dei Santi Pietro e Paolo di Carpanè
Originatasi da un oratorio privato della famiglia Cappello, divenne sede di parrocchia nel 1951, staccandosi da San Nazario. Vi è collocato un Sant'Antonio abate in legno dipinto, opera di maestranze locale di inizio Seicento.
Chiesa di Sant'Antonio Abate a Valstagna
Fondata nella prima metà del Duecento, dipese dalla pieve di Oliero sino alla sua emancipazione nel 1552. Il precedente edificio sette-ottocentesco è andato distrutto durante la grande guerra e l'attuale risale al 1919. Conserva una Natività di Francesco Bassano il Vecchio, alla quale contribuì anche il figlio Jacopo (1525-1528).
Chiesa del Santissimo Sacramento di Costa
Fu costruita nel 1835-36 ed era inizialmente dedicata a san Giuseppe. Già sede di una curazia dipendente dalla parrocchia di Valstagna, nel 1975 Costa fu dichiarata parrocchia unendole le curazie di Collicello e San Marino. Custodisce una statua lignea policroma raffigurante San Giuseppe col Bambino di Ferdinando Perathoner (1940-1960).
Chiesa di San Marco Evangelista di Cismon del Grappa
È citata già nel 1189 e risulta sin dalle origini dipendente dal monastero di Campese. Decaduta tra il Quattro e il Cinquecento e distrutta da un'alluvione nel 1748, tornò in piena attività dopo la sua ricostruzione. L'altare maggiore, opera settecentesca in marmi policromi, è ornato da una pala di fine Cinquecento firmata da Gerolamo Bassano. Degna di nota anche la Madonna del Pedancino, una Vergine col Bambino lignea di fine Quattrocento, perduta durante la succitata alluvione e miracolosamente ritrovata trenta chilometri più a valle.
Chiesa di San Bartolomeo di Primolano
Citata dal 1506, è probabilmente più antica, essendo associata a un ospedale per viandanti di origini medievali. Più volte rimaneggiata, l'attuale costruzione fu innalzata tra il 1899 e il 1913. All'interno conserva due altari tardo cinquecenteschi in legno dipinto e dorato e una pala coeva attribuita ai fratelli Bartolomeo e Francesco Nasocchio.
La parrocchia di Primolano, come quelle della limitrofa Valsugana, era un tempo parte della diocesi di Feltre e fu assegnata a Padova solo nel 1818.

## Geografia antropica
Il territorio comunale comprende 16 frazioni.

### Frazioni
- Campolongo sul Brenta
- Carpanè: posta di fronte a Valstagna, per la sua posizione centrale è stata scelta come sede del comune, nonché dell'unione montana Brenta. Tra i luoghi d'interesse, si citano la parrocchiale e alcuni interessanti esempi di archeologia industriale (ex deposito tabacchi con Museo del tabacco e centrale Guarnieri). "Carpanè" è un fitonimo riferito a un bosco di carpini.[17]
- Cismon del Grappa
- Collicello
- Corlo
- Costa
- Fastro Bassanese
- Merlo: si trova poco oltre San Nazario, di fronte a Oliero. Il nome non è legato al volatile, ma ha una radice mar- "ripa scoscesa", "scoscendimento", "terrazzo (fluviale)", ravvisabile anche altrove (si cita Marostica).[17] Vi si trova l'ex opificio Fontana, di cui si hanno notizie sin dal Settecento.
- Oliero
- Primolano
- Rivalta: localizzata tra Merlo e San Marino. L'origine del nome è facilmente spiegabile.[17]
- San Gaetano
- San Marino: si trova tra Rivalta e Cismon del Grappa, sorge presso un'ansa del Brenta. Il toponimo non ha nulla a che vedere con l'omonimo santo, visto che anticamente era nota come Campo Samarin.[17] Durante la prima guerra mondiale fu il punto di massima avanzata austroungarica in Valbrenta.
- San Nazario
- Sasso Stefani
- Valstagna

## Società

### Evoluzione demografica
Abitanti censiti